# Campeonato Mundial de Atletismo em Pista Coberta de 2012 - 60 m com barreiras masculino
A prova dos 60 metros com barreiras masculino do Campeonato Mundial de Atletismo em Pista Coberta de 2012 foi disputada entre 10 e 11 de março na Ataköy Athletics Arena em Istanbul, na Turquia.

## Recordes
Antes desta competição, os recordes mundiais e do campeonato nesta prova eram os seguintes:
|    | Nome          | Nacionalidade | Tempo | Local        | Data                |
| -- | ------------- | ------------- | ----- | ------------ | ------------------- |
| WR | Colin Jackson | Reino Unido   | 7s 30 | Sindelfingen | 6 de março de 1994  |
| CR | Dayron Robles | Cuba          | 7s 34 | Doha         | 14 de março de 2010 |

## Medalhistas
| Ouro                             | Prata           | Bronze                        |
| Aries MerrittAries Merritt (USA) | Liu Xiang (CHN) | Pascal Martinot-Lagarde (FRA) |

## Cronograma
| Data        | Hora  | Evento    |
| ----------- | ----- | --------- |
| 10 de março | 9:40  | Bateria   |
| 11 de março | 14:45 | Semifinal |
| 11 de março | 17:20 | Final     |

## Resultados

### Bateria
Qualificação: 3 atletas de cada bateria  (Q) mais os  4 melhores qualificados (q).
| Colocação | Bateria | Atleta                  | Nacionalidade  | Tempo | Notas |
| --------- | ------- | ----------------------- | -------------- | ----- | ----- |
| 1         | 2       | Andy Pozzi              | Reino Unido    | 7.61  | Q, PB |
| 2         | 2       | Liu Xiang               | China          | 7.62  | Q     |
| 3         | 1       | Pascal Martinot-Lagarde | França         | 7.66  | Q     |
| 3         | 4       | Aries Merritt           | Estados Unidos | 7.66  | Q     |
| 5         | 1       | Lehann Fourie           | África do Sul  | 7.67  | Q     |
| 6         | 3       | Emanuele Abate          | Itália         | 7.71  | Q     |
| 6         | 4       | Richard Phillips        | Jamaica        | 7.71  | Q     |
| 8         | 1       | Konstantin Szabanow     | Rússia         | 7.72  | Q     |
| 8         | 2       | Helge Schwarzer         | Alemanha       | 7.72  | Q     |
| 10        | 1       | Paolo dal Molin         | Itália         | 7.78  | q     |
| 11        | 2       | Balázs Baji             | Hungria        | 7.81  | q     |
| 11        | 3       | Maksim Łynsza           | Bielorrússia   | 7.81  | Q     |
| 11        | 4       | Artur Noga              | Polónia        | 7.81  | Q     |
| 14        | 4       | Orlando Ortega          | Cuba           | 7.82  | q     |
| 15        | 4       | Ben Reynolds            | Irlanda        | 7.82  | q     |
| 16        | 3       | Jackson Quiñónez        | Espanha        | 7.83  | Q     |
| 16        | 1       | Konstandinos Duwalidis  | Grécia         | 7.83  |       |
| 16        | 4       | Gregor Traber           | Alemanha       | 7.83  |       |
| 19        | 2       | Dominik Bochenek        | Polónia        | 7.85  |       |
| 20        | 3       | Jewgienij Borisow       | Rússia         | 7.88  |       |
| 21        | 2       | Ronald Forbes           | Ilhas Caimã    | 7.95  |       |
| 22        | 3       | Eric Keddo              | Jamaica        | 7.96  |       |
| 23        | 2       | Abdulaziz Al-Mandeel    | Kuwait         | 7.98  |       |
| 24        | 3       | Shi Dongpeng            | China          | 8.15  | SB    |
| 25        | 2       | Jorge McFarlane         | Peru           | 8.16  | SB    |
| 26        | 3       | Alexandros Stavrides    | Chipre         | 8.17  |       |
| 27        | 1       | Kim Fai Iong            | Macau          | 8.41  | SB    |
| 28        | 1       | Ali Hazer               | Líbano         | 8.84  |       |
| 29        | 4       | Enrique Llanos          | Porto Rico     | 9.65  |       |
|           | 3       | Kevin Craddock          | Estados Unidos | DNS   |       |
|           | 4       | Mensah Elliott          | Gâmbia         | DNF   |       |
|           | 1       | Othmane Hadj Lazib      | Argélia        | DQ    |       |

### Semifinal
Qualificação: 2 melhores de cada bateria (Q).
| Colocação | Bateria | Atleta                  | Nacionalidade  | Tempo | Notas |
| --------- | ------- | ----------------------- | -------------- | ----- | ----- |
| 1         | 1       | Liu Xiang               | China          | 7.53  | Q     |
| 2         | 1       | Andy Pozzi              | Reino Unido    | 7.56  | Q, PB |
| 3         | 2       | Pascal Martinot-Lagarde | França         | 7.60  | Q     |
| 4         | 1       | Emanuele Abate          | Itália         | 7.62  | Q     |
| 5         | 2       | Aries Merritt           | Estados Unidos | 7.65  | Q     |
| 5         | 2       | Lehann Fourie           | África do Sul  | 7.65  | Q     |
| 7         | 1       | Konstantin Szabanow     | Rússia         | 7.67  | Q     |
| 8         | 2       | Artur Noga              | Polónia        | 7.68  | Q     |
| 9         | 2       | Orlando Ortega          | Cuba           | 7.71  |       |
| 10        | 1       | Maksim Łynsza           | Bielorrússia   | 7.74  |       |
| 11        | 2       | Helge Schwarzer         | Alemanha       | 7.75  |       |
| 12        | 1       | Balázs Baji             | Hungria        | 7.76  |       |
| 13        | 1       | Ben Reynolds            | Irlanda        | 7.80  |       |
| 14        | 1       | Jackson Quiñónez        | Espanha        | 7.82  |       |
| 15        | 2       | Paolo dal Molin         | Itália         | 7.92  |       |
|           | 2       | Richard Phillips        | Jamaica        | DNS   |       |

### Final
A final ocorreu dia 11 de março. 
| Colocação         | Atleta                  | Nacionalidade  | Tempo | Notas |
| ----------------- | ----------------------- | -------------- | ----- | ----- |
| Medalha de ouro   | Aries Merritt           | Estados Unidos | 7.44  |       |
| Medalha de prata  | Liu Xiang               | China          | 7.49  |       |
| Medalha de bronze | Pascal Martinot-Lagarde | França         | 7.53  | PB    |
| 4                 | Andy Pozzi              | Reino Unido    | 7.58  |       |
| 5                 | Konstantin Szabanow     | Rússia         | 7.60  |       |
| 6                 | Emanuele Abate          | Itália         | 7.63  |       |
| 7                 | Lehann Fourie           | África do Sul  | 7.69  |       |
| 8                 | Artur Noga              | Polónia        | 7.74  |       |

Legenda
| Recorde mundial       | Recorde mundial (World record)               |                       | Recorde africano                      | Recorde africano (African) |                                           | Q | Classificado por posição (Qualified) |
| Recorde do campeonato | Recorde do campeonato (Championship record)  | Recorde da América    | Recorde da América (Americas)         | q                          | Classificado por melhor tempo (Qualified) |   |                                      |
| Melhor marca do ano   | Melhor marca do ano (World leading)          | Recorde asiático      | Recorde asiático (Asian)              | DNS                        | Não largou (Did not start)                |   |                                      |
| Recorde nacional      | Recorde nacional (National record)           | Recorde europeu       | Recorde europeu (European)            | DNF                        | Não terminou (Did not finish)             |   |                                      |
| Recorde pessoal       | Recorde pessoal do atleta (Personal best)    | Recorde da Oceania    | Recorde da Oceania (Oceania)          | DSQ / DQ                   | Desclassificado (Disqualified)            |   |                                      |
| Recorde da temporada  | Recorde da temporada do atleta (Season best) | Recorde sul-americano | Recorde sul-americano (South America) | NM                         | Sem marca (No mark)                       |   |                                      |